# Dezider Kardoš
Dezider Kardoš (23. prosince 1914, Nadlice, okr. Partizánske – 18. března 1991, Bratislava) byl slovenský hudební skladatel a pedagog.

## Životopis
Studoval na gymnáziu v Nitře a v Bratislavě. Základní hudební vzdělání získal u svého otce, který byl učitelem a varhaníkem a v bratislavské hudební škole. Již v době studií na gymnáziu byl přijat na Hudobno-dramatickú akadémiu bratislavské konzervatoře, kde v letech 1933–1937 studoval skladbu u Alexandra Moyzese. Zároveň navštěvoval přednášky z hudební vědy, estetiky a dějin umění na Filozofické fakultě Univerzity Komenského. Vzděláni dovršil v mistrovské škole Pražské konzervatoře u Vítězslava Nováka.
Po skončení studií byl zaměstnán jako vedoucí hudebního oddělení Slovenského rozhlasu v Prešově. V roce 1945 přešel do Košic, kde se stal vedoucím hudebního odboru Československého rozhlasu. V průběhu svého pobytu na východním Slovensku studoval východoslovenské lidové písně, které se později staly jeho významným zdrojem inspirace.
V roce 1951 se přestěhoval do Bratislavy a pracoval dále v Československém rozhlase jako vedoucí odboru lidové tvořivosti. O rok později se stal prvním ředitelem Slovenské filharmonie. Byl předsedou Svazu slovenských skladatelů a zahájil svou pedagogickou činnost na Hudební fakultě Vysoké školy múzických umění v Bratislavě.

## Výběr z díla

### Orchestrální skladby
- Koncert pre klavír a orchester no. 2, op. posth.  (dokončil a revidoval Vladimír Bokes roku 1994)
- Filharmonický koncert op. 57 (1990)
- Bratislavská predohra op. 52 (1981)
- Sinfonietta domestica op. 50 (1979)
- Slovakofónia op. 46 (1976)
- Symfónia č. 6 op. 45 (1974)
- Res philharmonica op. 41 (1971)
- Koncert pre klavír a orchester č. 1 op. 40 (1969)
- Symfónia č. 5 op. 37 (1964)
- Koncert pre sláčikové nástroje op. 35 (1963)
- Symfónia č. 4 'Piccola' op. 34 (1962)
- Symfónia č. 3 (1961)
- Hrdinská balada(1959)
- Koncert pre orchester op. 30 (1957)
- Symfónia č. 2‚ 'O rodnej zemi' op. 28 (1955)
- Dve tanečné scény pre SĽUK op. 24 (1952)
- Východoslovenská predohra op. 22 (1951)
- Východoslovenské tanečné scény op. 20 (1949)
- Predohra pre symfonický orchester op. 16 (1947)
- Symfonická predohra quasi fantázia 'Moja rodná' op. 14 (1946, rev. 1985)
- Symfónia č. 1 op. 10 (1942)
- Allegro sinfonico (Finale) op. 4 (1937)
- Pochod Hlinkovy mládeže

### Vokální skladby
- Symfónia č. 7 op. 53 (1984)
- Hymna slobodnej mládeže (1956)
- Pozdrav veľkej zemi op. 25 (1953)
- Údernícka (1951)
- Pieseň šťastných detí (1951)
- Mierová kantáta op. 21b (1950)

### Komorní skladby
- Sláčikové kvarteto č. 5 op. 58 (1991)
- Sláčikové kvarteto č. 4 op. 54 (1985)
- Musica rustica slovaca (1979)
- Sláčikové kvarteto č. 3 op. 49 (1978)
- Koncert pre kvinteto fúkacích nástrojov op. 47 (1977)
- Sláčikové kvarteto č. 2 op. 38 (1966)
- Kvinteto pre päť dychových nástrojov op.6 (1938, rev. 1978)
- Sláčikové kvarteto č. 1 op. 3 (1936)
- Partita pre sólovú violu op. 56 (1988)
- Elevazioni per organo da concerte op. 39a (1968)
- Praeludium quasi una fantasia (1960)
- Klavírne skladby pre mládež op. 27 (1956)
- Štúdie pre klavír op. 15 (1947)
- Klavírna suita č. 2 op. 5 (1937)
- Klavírna suita č. 1 op. 1 (1934)
- Bagately op. 18 (1948)
- Spevy o živote op. 44 (1973)
- Piesne o láske op. 2 (1935, rev. 1966)

### Folklórní adaptace
- Ľúbostné a dievčenské hry z východného Slovenska (1977)
- Tri východoslovenské impresie op. 42c (1973)
- Tri spevy zo Zemplína op. 42a (1972)
- Tri staré piesne z východného Slovenska op. 42b (1971)
- Dve piesne z východného Slovenska op. 36b (1964)
- Dve východoslovenské piesne op. 31b (1961)
- Či ma tu pobočkáš op. 29a (1957)
- Ľecela páva op. 29a (1957)
- Na Prešporku, Dunaju op. 29a (1957)
- Morena (1952)
- Východoslovenské spevy (Šesť slovenských ľudových piesní) op. 21a (1950)
- Partizánska a Čapajevská op. 19 (1949)
- Východoslovenské spevy op. 17 (1948)
- Východoslovenské spevy a tance op. 19a (1948)
- Východoslovenské koledy (Východoslovenské vianočné spevy) op. 13b (1945)
- Valalské spevy op. 12 (1944)
- V Zemplíne spievajú op. 9 (1940)
- Spevy východného Slovenska (Východoslovenské ľudové spevy) op. 8 (1939)
- Štyri slovenské ľudové piesne op. 7 (1938)
- Štyri zbojnícke slovenské piesne (Slovenské zbojnícke piesne) (1937)

### Sbory
- Októbrové poémy op. 48 (1977)
- Pozdrav op. 31/c (1961)
- Nech žije 1. Máj (1952)
- Zem moja rodná op. 19b (1949)
- Dva mužské sbory (1940)
- Spev o láske op. 39b (1967)
- Cyklus detských sborov (1937)

### Filmová hudba
- Povstanie v Martine (1954)
- Dúha nad Slovenskom op. 23 (1952, režisér: Vladimír Bahna)
- Svit op. 11 (1943)
- Umelé vlákna (1943, režisér: Paľo Bielik)